# دانييل دافيدوف
دانييل دافيدوف (بالروسية: Давыдов, Даниил Андреевич)‏ هو لاعب كرة قدم روسي في مركز الدفاع، ولد في 23 يناير 1989. شارك مع منتخب روسيا لكرة الصالات. أما مع النوادي، فقد لعب مع Gazprom-Ugra Yugorsk ‏.

## وصلات خارجية
- دانييل دافيدوف على موقع الاتحاد الأوربي (الإنجليزية)